# Jonas Weingart
Jonas Weingart (* 17. Januar 1986 in Jegenstorf) ist ein Schweizer Beachvolleyballspieler.

## Karriere
Weingart kam in den Jahren 2003 bis 2006 mit den Sutter-Brüdern und Sébastien Chevallier in die Top Ten der Nachwuchs-Weltmeisterschaften. Von 2006 bis 2008 spielte er ausserdem diverse internationale Turniere mit Andreas Martin Sutter. 2009 bildete er ein Duo mit Alexei Prawdzic. Im nächsten Jahr nahm er mit seinem neuen Partner Roman Sutter an der Europameisterschaft in Berlin teil und schied als Gruppenletzter nach der Vorrunde aus. Ab 2011 spielt Weingart mit dem mehrfachen Europameister und Olympiateilnehmer Martin Laciga. Bei der WM in Rom scheiterte das neue Duo allerdings in der Vorrunde. Im August scheiterten Laciga/Weingart bei der EM in Kristiansand im Achtelfinal an den Österreichern Müllner/Horst. Seit 2013 spielt er mit seinem neuen Partner Philip Gabathuler. Bei der WM in Stare Jabłonki schieden Gabathuler/Weingart trotz eines Sieges über die Schweden Gunnarsson/Brinkborg nach der Vorrunde aus. Im September 2013 beendete Weingart seine internationale Karriere.